# National Army Museum

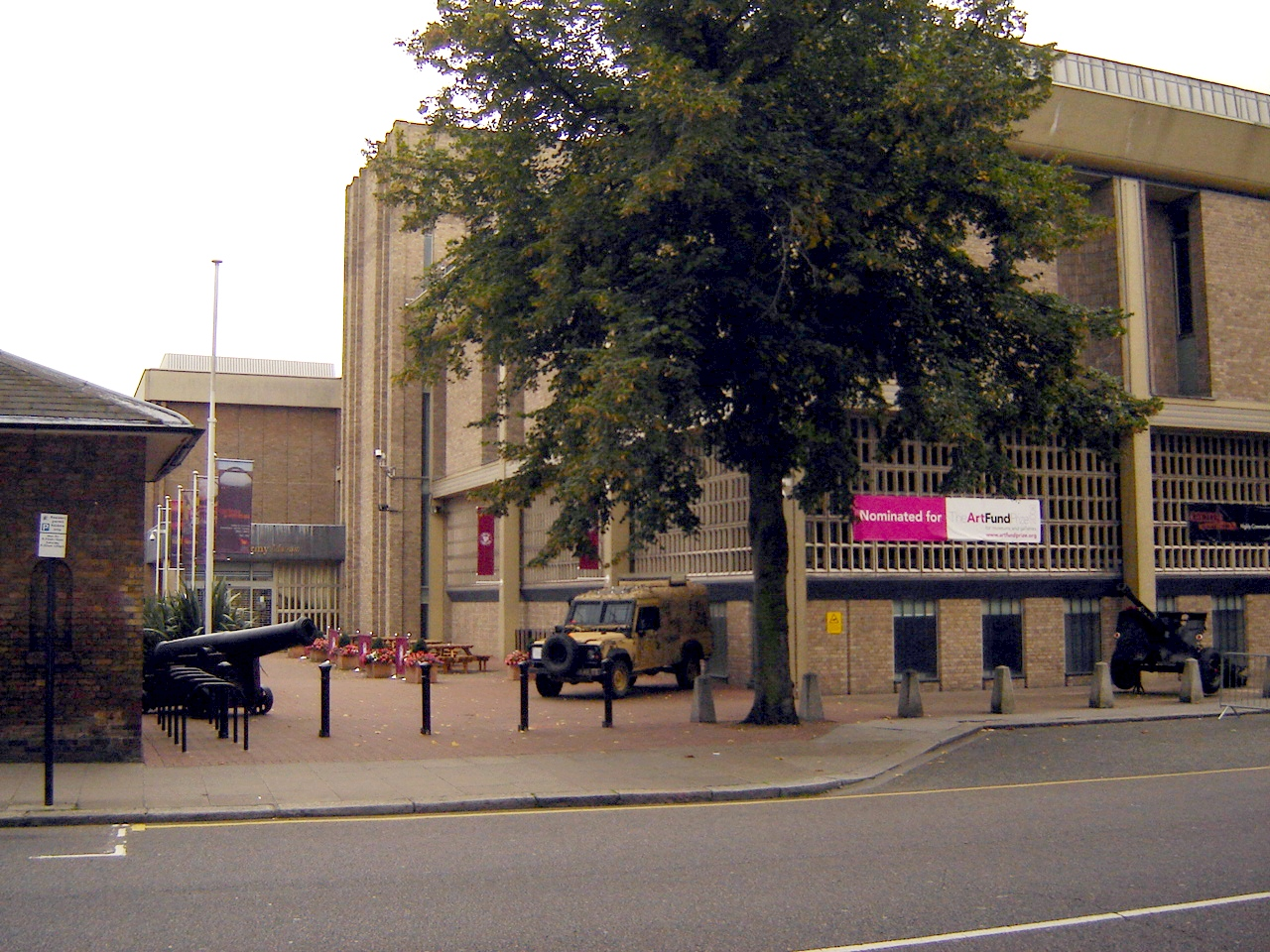
Entrada principal del museo.

El Museo Nacional del Ejército (National Army Museum) es el museo nacional británico dedicado a la historia del ejército de tierra británico, desde 1485. Está situado en el distrito de Chelsea del centro de Londres.

## Descripción
El museo ofrece un documentado recorrido de la historia del ejército de tierra, desde el siglo XIII hasta la actualidad mediante cuadros, dioramas y fragmentos de película de archivo que ilustran las más importantes acciones militares u ofrecen una idea de la vida en las trincheras.
Destaca sobre todo por sus buenos cuadros de motivos bélicos y por los retratos de militares ilustres.